# Metadorodocia vittatus
Metadorodocia vittatus är en skalbaggsart som beskrevs av Waterhouse 1878. Metadorodocia vittatus ingår i släktet Metadorodocia och familjen Rutelidae. Inga underarter finns listade i Catalogue of Life.